# Ludwig Adolf Wiese
Pour les articles homonymes, voir Wiese.
Ludwig-Adolf Wiese (né le 30 décembre 1806 à Herford et mort le 25 février 1900) est un pédagogue prussien et un fonctionnaire du ministère prussien des Affaires spirituelles, éducatives et médicales.

## Biographie
Wiese reçoit son premier enseignement à Königsberg-en-Nouvelle-Marche, où son père travaille comme armurier militaire. Plus tard, il se rendit à Colberg, à l'école de garnison de Berlin et à l'établissement d'éducation Plamann. À Pâques 1822, il entre finalement à l'Obertertia du lycée Frédéric-Guillaume de Berlin, où il réussit l'examen d'inscription à Pâques 1826. Il complète ensuite ses études de théologie et de philologie à l'Université Frédéric-Guillaume de Berlin. À Pâques 1829, il quitte l'université et se prépare à entrer dans l'enseignement supérieur. Avec la thèse De Valerii Messalae Corvini vita et studiis, il reçoit son doctorat et peut remplacer l'examen de la faculté par ce diplôme.
Le 29 septembre 1829, Wiese commence son année d'essai au lycée Frédéric-Guillaume de Berlin. Dès Pâques 1830, il y est engagé comme professeur ordinaire. En 1832, il est nommé vice-recteur à Clausthal, et à la Saint-Michel 1833, vice-recteur au lycée de Prenzlau. À la Saint-Michel 1838, il est nommé professeur au lycée de Joachimsthal de Berlin, où il est professeur de religion, d'allemand, de latin et de grec. En 1843, il décline l'appel à devenir directeur de l'école d'État Saint-Afra à Meissen. En revanche, il reçoit le titre d'inspecteur d'alumnat au lycée de Joachimsthal et est chargé de la direction exclusive de l'alumnat. En 1848, il est nommé directeur du lycée de l'abbaye Sainte-Marie de Stettin, considéré à l'époque comme l'un des plus importants de Prusse. Il y renonce cependant sur l'insistance du ministre, le comte von Schwerin, et reste provisoirement à Berlin. En juillet 1852, Wiese est nommé directeur de l'enseignement supérieur au ministère prussien de l'Éducation. De 1856 à 1870, il fait également partie de la commission d'études du corps des cadets et de la commission supérieure d'études militaires, et à partir de 1864, de la commission d'études de l'académie de guerre. En 1865, il est nommé membre de la commission supérieure d'examen des hauts fonctionnaires de l'administration.
En 1875, il prend sa retraite et s'installe à Potsdam. Après sa mort, une « Fondation Wiese-Spilleke » est créée à partir de ses avoirs privés pour soutenir les veuves d'enseignants seniors dans le besoin des lycées qui sont particulièrement proches de lui. Les lycées qui ne commencent plus les cours de langue étrangère avec le latin sont exclus.

## Honneurs et récompenses
En 1879, Wiese reçoit un doctorat honorifique de la faculté de théologie de l'Université de Greifswald. L'Université d'Édimbourg lui décerne un doctorat en droit en 1885.
Dès 1910, le magistrat d'Herford décide de nommer une nouvelle rue en l'honneur de Ludwig Wiese, où sa maison natale se trouve au coin de la Johannisstraße et de la Wiesestraße.

## Travaux (sélection)
- Bildung und Christentum. Berlin 1852.
- Deutsche Briefe über englische Erziehung. Berlin 1852.
- Über die Stellung der Frauen im Alterthum und in der christlichen Zeit. Berlin 1854.
- Über den Mißbrauch der Sprache. Berlin 1859.
- Das höhere Schulwesen in Preussen. Historisch-statistische Darstellung. Berlin 1864–1902. Band 1, Berlin 1864 (Google Books)
- Verordnungen und Gesetze für die höheren Schulen in Preußen. Berlin 1867–1868
- Lebenserinnerungen und Amtserfahrungen,
  - Band I, Wiegandt & Grieben, Berlin 1886 (Google Books).
  - Band II, Wiegandt & Grieben, Berlin 1886 (Google Books).